# Borki Sędrowskie
Borki Sędrowskie (deutsch Zanderborken) ist ein Ort in der polnischen Woiwodschaft Ermland-Masuren. Er gehört zur Gmina Bartoszyce (Landgemeinde Bartenstein) im Powiat Bartoszycki (Kreis Bartenstein (Ostpr.)).

## Geographische Lage
Borki Sędrowskie liegt in der nördlichen Mitte der Woiwodschaft Ermland-Masuren, 36 Kilometer südlich der früheren und heute auf russischem Hoheitsgebiet gelegenen Kreisstadt Friedland (russisch Prawdinsk) bzw. zwölf Kilometer südöstlich der heutigen Kreismetropole Bartoszyce (deutsch Bartenstein).

## Geschichte
Bei dem einstigen Zanderborken handelte es sich um einen Gutsort, dessen Besitzer im Jahre 1785 Familie von Kortzfleisch, 1820 Familie von Strelow und danach Familie Rohde war. Im Jahre 1874 kam Zanderborken zum neu errichteten Amgtsbezirk Quossen im ostpreußischen Kreis Friedland, der 1927 in „Kreis Bartenstein“ umbenannt wurde. Im Jahre 1910 zählte der Gutsbezirk Zanderborken 81 Einwohner.
Am 30. September 1928 gab Zanderborken seine Eigenständigkeit auf, als es sich mit der der Landgemeinde und dem Gutsbezirk Gallingen zur neuen Landgemeinde Gallingen (polnisch Galiny) zusammenschloss. Gutsbesitzer auf Zanderborken war noch bis 1945 Familie Brieskorn.
In Kriegsfolge fiel 1945 das gesamte südliche Ostpreußen an Polen. Zanderborken erhielt die polnische Namensform „Borki Sędrowskie“ und ist heute eine Ortschaft im Verbund der Landgemeinde Bartoszyce (Bartenstein) im Powiat Bartoszycki (Kreis Bartenstein (Ostpr.)), von 1975 bis 1998 der Woiwodschaft Olsztyn, seither der Woiwodschaft Ermland-Masuren zugehörig. Zehn Einwohner zählte Borki Sędrowskie im Jahre 2021.

## Religion
Christentum
Bis 1945 war Zanderborken in die evangelische Kirche Gallingen in der Kirchenprovinz Ostpreußen der Kirche der Altpreußischen Union, außerdem in die römisch-katholische St.-Bruno-Kirche in Bartenstein im damaligen Bistum Ermland eingepfarrt.
Heute gehört Borki Sędrowskie katholischerseits zur Mariä-Himmelfahrt-Kirche in Galiny (Gallingen) im jetzigen Erzbistum Ermland, evangelischerseits zur Kirchengemeinde in Bartoszyce, einer Filialgemeinde der Johanneskirche in Kętrzyn (Rastenburg) in der Diözese Masuren der Evangelisch-Augsburgischen Kirche in Polen.

## Verkehr
Borki Sędroskie liegt an der verkehrsreichen polnischen Landesstraße 57 im Abhscnitt der einstigen deutschen Reichsstraße 128. Sie führt von Bartoszyce über Bisztynek (Bischofstein) und Biskupiec (Bischofsburg) bis nach Kleszewo. Vom Nachbarort Gromki (Grommels) führt eine Nebenstraße nach Borki Sędrowskie. Eine Bahnanbindung besteht nicht.